# Campodea aurunca
La Campodea aurunca è una specie di diplura scoperta da Pietro Ramellini sulle montagne intorno a Latina.

## Distribuzione e habitat
È stata trovata a Campodimele (Latina), a un'altitudine di 650 metri sui Monti Aurunci.